# United Space Alliance
United Space Allliance (USA) — американская компания, предоставляющая ракето-космические услуги. USA была создана в 1995 году как совместное предприятие на равных правах компаний Boeing и Lockheed Martin. Главный офис компании находится в городе Хьюстон, штат Техас. В компании, состоянием на 2008 год, в общей сложности, работает около 8 000 человек.

## История компании
Компания United Space Alliance была создана в качестве совместного предприятия компаний Boeing и Lockheed Martin в ответ на желания НАСА консолидировать большинство контрактов по программе Спейс Шаттл.
В сентябре 2006 года USA и НАСА подписали десятилетний контракт на предоставления оперативных услуг по больше, чем 30-и проектам космических программ Спейс Шаттл и Международной космической станции. В рамках контрактов, состоянием на 2012 год компания предоставила более 1,3 млн запасных частей для шаттлов и подготовила более, чем 400 астронавтов и кандидатов в астронавты в рамках отборов НАСА.

## Текущие контракты
В настоящий момент United Space Alliance ведет работу по следующим проектам:
- Контракт с компанией ATK Launch Systems Group на реализацию программы лётных испытаний ускорителей для ракеты-носителя тяжелого класса SLS;
- Ряд контрактов с компанией Boeing по обеспечению выполнения технических и управленческих задач необходимых для реализации проектов PCS (разработки специального программного обеспечения) и VLPIS (логистика и монтаж оборудования аэрокосмической отрасли);[2]
- Контракт с компанией Hamilton Sundstrand (дочернее предприятия компании United Technologies) по программе ESOC (программа по выполнению работ в открытом космосе);[2]
- Контракт с компанией Lockheed Martin в рамках проекта MPCV по созданию пилотируемого космического корабля «Орион»;[2]
- Контракт с компанией Lockheed Martin IS&GS в рамках программы FDOC (разработка программного обеспечения);[2]
- Контракт с Космический центром имени Линдона Джонсона в рамках программ IMOC и SPOC по подготовке и обучению персонала;[2]
- Контракт с компанией QinetiQ North America по реализации ряда технический заданий по разработке систем управления пуском ракеты-носителя[2].